# Разговоров, Никита Владимирович
Ники́та Влади́мирович Разговоров (1920—1983) — советский писатель, журналист, литературный критик, поэт-переводчик.

## Биография
Работал специальным корреспондентом «Литературной газеты». Переводил Хикмета, Арагона. Дебют Никиты Разговорова в фантастике — рассказ «Четыре четырки» (1963), опубликованный в сборнике «Научная фантастика» издательства «Знание» и вошедший в 14 том «Библиотеки современной фантастики». Также совместно с Львом Токаревым перевёл роман Робера Мерля «Разумное животное» (17-й том «Библиотеки современной фантастики», М., 1969).
Умер в 1983 году. Похоронен на Хованском кладбище.